# Annahme (Versicherungsmathematik)
Eine Annahme ist in der Versicherungsmathematik eine meist mit statistischen Methoden geschätzte Wahrscheinlichkeit eines zukünftigen Zahlungsstroms. Dies können z. B. Sterbewahrscheinlichkeiten, Eintrittswahrscheinlichkeiten eines Sturms, Wahrscheinlichkeiten der Ausübung einer bestimmten Option wie einer Kündigung (Stornowahrscheinlichkeit) oder auch Wahrscheinlichkeiten eines bestimmten Kapitalmarktszenarios sein. Teilweise werden Annahmen aber auch mangels statistischer Information intuitiv oder willkürlich bestimmt. Soweit zur Bestimmung der Zahlungsströme Wahrscheinlichkeitsverteilungen verwendet werden, werden auch die gewählten Parameter der Verteilung als Annahmen bezeichnet. In der traditionellen Versicherungsmathematik wird eine Annahme auch als Rechnungsgrundlage bezeichnet.